# Lipnice nad Sázavou

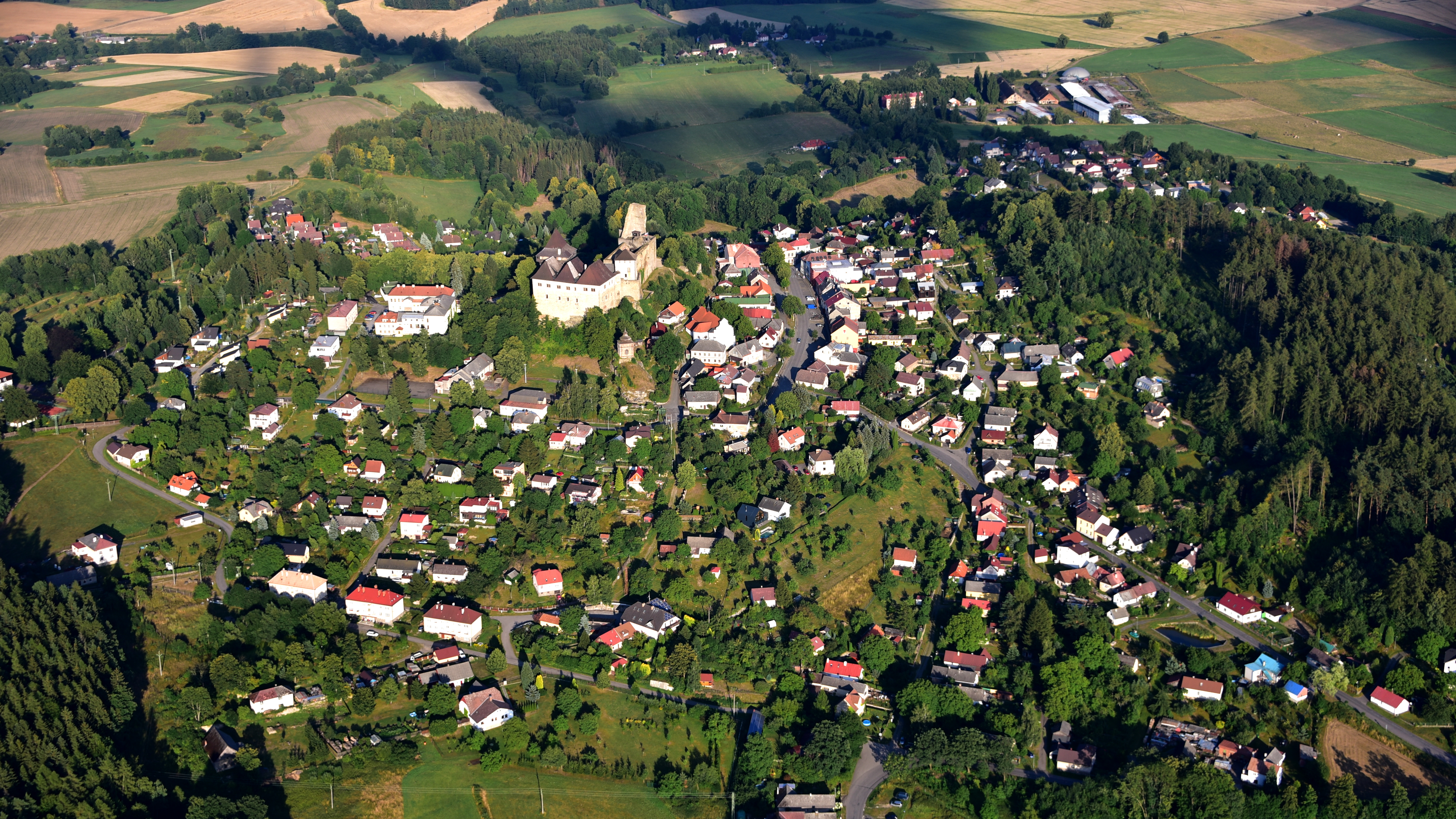
Lipnice nad Sázavou mit Burg Lipnice, Luftaufnahme (2018)

Lipnice nad Sázavou (deutsch Lipnitz an der Sasau) ist eine Stadt in Tschechien. Sie liegt zwölf Kilometer westlich von Havlíčkův Brod und gehört zum Okres Havlíčkův Brod.

## Geographie

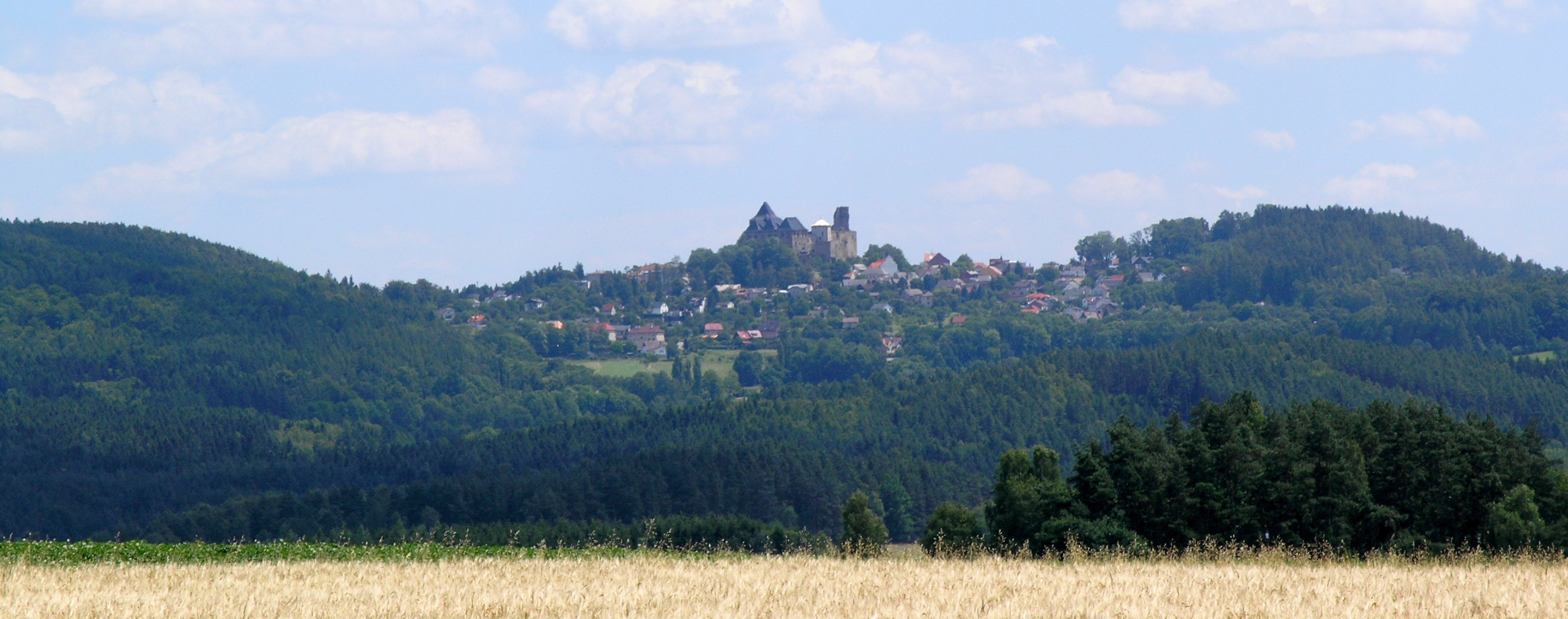
Panorama mit Burg Lipnice

Lipnice nad Sázavou befindet sich auf einem Höhenrücken des Hügellandes der oberen Sázava, einem Teilgebiet der Böhmisch-Mährischen Höhe im Grenzgebiet Böhmens zu Mähren. Nördlich erhebt sich der Holý vrch (620 m). Anders als sein Name aussagt, liegt der Ort nicht an der Sázava, der Fluss verläuft vielmehr fünf Kilometer entfernt im Nordosten.
Nachbarorte sind Radostovice im Norden, Vilémovec im Nordosten, Volichov und Vítonín im Osten, Dolní Dvůr und Bratroňov im Südosten, Kejžlice und Řečice im Südwesten, Bystrá und Křepiny im Westen sowie Dolní Město im Nordwesten.

## Geschichte
Die im Jahre 1226 erfolgte Ersterwähnung von Lipnice betrifft den Ort Dolní Město. Das am Fuße der Burg Lipnice angelegte Horní Lipnice entstand erst zu Beginn des 14. Jahrhunderts im Zusammenhang mit der Errichtung der Burg. 1370 wurde die Siedlung durch Kaiser Karl IV. zur Stadt erhoben und erhielt das Braurecht. Während des Dreißigjährigen Krieges wurden am 16. November 1639 die Stadtmauern und zwei Drittel der Häuser durch schwedische Eroberer dem Boden gleichgemacht. Ab dem 17. Jahrhundert entwickelte sich die Stadt wieder. Im 19. Jahrhundert kam es durch fehlende Infrastruktur zur Stagnation. Das Feuer 1869 vernichtete einen großen Teil der Bergwerks- und Glashüttenstadt.
Zur Urlaubszeit und an Wochenenden wächst die Einwohnerzahl durch die Besitzer zahlreicher Datschen beträchtlich an. Im Ort sind 130 Unternehmen gemeldet. Der größte Teil der Bevölkerung lebt von der Landwirtschaft und der Beschäftigung in Städten der Umgebung.

## Sehenswürdigkeiten
- Mittelalterliche z. T. rekonstruierte Burgruine mit Museum mit einer Ausstellung alter Ofenkacheln. In dem zum Burgareal gehörenden Naturamphitheater finden kulturelle Veranstaltungen statt.
- Kirche des hl. Veit, eine ursprünglich gotische Kirche, wurde im 17. Jahrhundert im Stil des Barock umgebaut
- Statuen des hl. Johannes Nepomuk am Marktplatz, der Immaculata aus dem Jahr 1700 und des hl. Florian aus dem 19. Jahrhundert in der Nähe
- Jaroslav-Hašek-Denkmal gegenüber seinem ehemaligen Wohnhaus nahe der Burg
- Denkmal „Bretschneiderovo ucho“ im Steinbruch am Holý vrch, die zwei Meter hohen steinernen „Bretschneider-Ohren“ an einer Felswand im Steinbruch wurden 2005 von Radomír Dvořák geschaffen und gehören zu einem Zyklus von drei Skulpturen gegen die Abhörung und Bespitzelung. Benannt sind sie nach dem Spitzel Bretschneider aus Der brave Soldat Schwejk.

## Stadtgliederung
Die Stadt Lipnice nad Sázavou besteht aus den Ortsteilen Lipnice nad Sázavou (Lipnitz an der Sasau) und Vilémovec (Willemowitz) sowie der Ortslage Dolní Dvůr.

## Persönlichkeiten
- Jaroslav Hašek (1883–1923), Schriftsteller; der Autor des braven Soldaten Schwejk verbrachte in Lipnice seine letzten drei Lebensjahre
- Bernard Mahler (1827–1889), Vater des Komponisten Gustav Mahler wurde in Lipnice geboren